# Hông hoa trắng
Hông hoa trắng hay chõ xôi, bông lơn fortune, hông hoa dài, hông Quảng Đông, hông Đông Dương, hông Đài Loan (tên khoa học: Paulownia fortunei, tên tiếng Trung: 白花泡桐, bạch hoa phao đồng) là một trong bảy loài cây gỗ thuộc chi Hông, họ Hông (Paulowniaceae).

## Đặc điểm
Cây hông hoa trắng là loài cây gỗ lớn, cao tới 30 m, lá rộng. Hông hoa trắng sinh trưởng nhanh, tán lá hình nón; cành non, cụm hoa và quả có lông măng hình sao màu nâu ánh vàng. Thân cây thẳng, đường kính ngang ngực tới 2 m; vỏ cây màu nâu xám. Cuống lá khoảng 12 cm, nhẵn nhụi; phiến lá hình trứng-hình tim hẹp, đôi khi hình trứng-hình tim, dài đến 20 cm, chẻ đôi trên các cành mới, xa trục lông hình sao hay tuyến, lông măng khi thuần thục, và hiếm khi có lông thưa thớt hay nhẵn nhụi, gần trục nhẵn nhụi. Cụm hoa hẹp và dài, gần hình trụ, dài khoảng 25; xim hoa 3-8 hoa; cuống hoa dài gần như cuống cụm hoa. Cuống cụm hoa nhẵn nhụi. Tràng hoa hình nón ngược, kích thước 2-2,5 cm; thùy 1/4-1/3 chiều dài tràng hoa, hình trứng đến hình tam giác-trứng, hình tam giác hẹp ở quả. Đài hoa màu trắng, tía hay tía nhạt, hình ống-phễu, dài 8–12 cm; ống đài mở rộng dần dần, hơi cong về phía trước, mặt bụng có gờ yếu, mặt ngoài có lông hình sao. Nhị 3-3,5 cm, có lông tuyến thưa thớt. Bầu nhụy có tuyến, đôi khi có lông hình sao. Quả nang thuôn dài đến thuôn dài-elipxoit, kích thước 6–10 cm; mỏ đến 6 cm; vỏ quả ngoài dạng gỗ, dày 3–6 mm; tràng hoa bền 3–6 mm, dạng gỗ. Hạt kích thước 6–10 mm gồm cả cánh. Ra hoa tháng 3-4, tạo quả tháng 7-8.

## Môi trường sống
Mọc hoang hay được gieo trồng. Môi trường sống là vách núi, rừng, thung lũng núi, đất bỏ hoang; ở cao độ dưới 2.000 m. Loài này phân bố tự nhiên ở Trung Quốc (An Huy, Phúc Kiến, Quảng Đông, Quảng Tây, Quý Châu, Hồ Bắc, Hồ Nam, Giang Tây, Tứ Xuyên, Vân Nam, Chiết Giang), Đài Loan, Lào và một số tỉnh ở miền núi Việt Nam. Tại Trung Quốc nó mới được du nhập vào Hà Bắc, Hà Nam, Thiểm Tây và Sơn Đông trong thời gian gần đây.

## Gieo trồng
Là cây thay lá vào mùa đông, rễ phân bố sâu 30–40 cm dưới mặt đất nên ít cạnh tranh các loài cây ngắn ngày, thích hợp trồng xen với các cây nông nghiệp, cây ăn quả. Gỗ hông sáng màu, mềm mịn, ít cong vênh là nguyên liệu tốt trong công nghệ ván nhân tạo và các đồ dùng thông thường trong gia đình.
Do có nhiều đặc tính ưu việt nên hông đã được chú ý nghiên cứu, phát triển ở nhiều nước như ở Trung Quốc đã được trồng khoảng gần 1 triệu ha. Một số nước khác như Hoa Kỳ, Australia gần đây cũng đã chú ý nghiên cứu phát triển loài cây này. Tại Việt Nam, hông hoa trắng mới được thử nghiệm gây trồng mấy năm gần đây. Cây sinh trưởng khá nhanh trong những năm đầu và cho thấy có tiềm năng phát triển rộng cho mục đích trồng rừng nguyên liệu và tạo cảnh quan môi trường.
Hông cũng là một cây sống lâu năm nên cũng được sử dụng trong mục đích trồng rừng phòng hộ. Trong tự nhiên nó thường phân bố xen với một số loài cây tiên phong và trồng với một số loài cây khác như tre, mỡ, cây ăn quả, cây nông nghiệp, trồng làm cây che bóng cho chè, cà phê... Ngoài ra còn có thể trồng hông như là một loài cây lá rộng bản địa khác.
Hông là loài cây ưa ẩm cho nên có thể trồng ở các khu vực có lượng mưa 1.400 mm trở lên, có độ cao so với mực nước biển từ 300-1.500 mét. Đất trồng hông phải đảm bảo một số yêu cầu như sau:
1. Đất còn tương đối tốt, thành phần cơ giới nhẹ đến trung bình, tầng đất dày trên 50 cm, tơi xốp khả năng thấm và thoát nước tốt.
2. Không trồng hông ở nơi đất chặt bí, có thời gian úng nước, đất đã thoái hóa trống trọc, trơ sỏi đá.

### Kỹ thuật trồng cây
Xử lý thực bì
Hông là loài cây ưa sáng cực đoan, do vậy dù áp dụng phương pháp thức trồng nào việc xử lý thực bì cũng là yếu tố phải coi trọng. Cần đảm bảo sau khi trồng không bị loài khác che bóng. Tốt nhất là phát thực bì toàn diện kết hợp trồng các cây nông nghiệp trong những năm đầu.
Bón lót cho mỗi gốc hông 1 kg phân chuồng hoặc 100 - 150g phân vi sinh. Việc bón phân được thực hiện lúc lấp hố. Phân được trộn đều ở phần đất từ đáy đến 2/3 độ sâu hố sau đó lấp hố chuẩn bị trồng cây.
Ở miền Bắc Việt Nam, tốt nhất trồng vào vụ xuân. Không nên trồng vào vụ thu cây sẽ mất một mùa sinh trưởng và năm sau cũng phát triển kém. Miền Trung và Tây Nguyên do mùa mưa chậm hơn cho nên hông được tiến hành trồng cùng thời điểm với một số loại cây trồng khác trong thời gian đầu mùa mưa hàng năm.
Mật độ trồng
Tùy theo phương thức trồng mà mật độ có thể thay đổi từ 1.000 - 1.100 cây/ha. Có thể trồng hông với chức năng phòng hộ theo các phương thức sau:
1. Trồng hông xen mỡ, hoặc trám theo hàng, mật độ 1.100 cây/ha trong đó: Hông 550 cây, cây khác 550, cự ly trồng 3m x 3m.
2. Trồng hông xen luồng: Luồng 200 cây/ha (cự ly 10m x 5m) giữa 2 hàng luồng trồng 1 hàng hông, cự ly hàng 10m, cây cách cây 2,5m (400 cây/ha), mật độ chung 600 cây/ha.

Để tạo cảnh quan phòng hộ cho cây nông nghiệp trồng theo hàng cự ly 10m, 20m, 30m trên hàng trồng cây cách cây 2,5m cứ 1 cây Hông 1 cây bản địa khác (ứng với mật độ 400 cây, 133 cây/ha). Phương thức này áp dụng cho vùng đất thấp gần khu dân cư, khu công nghiệp để cải thiện môi trường sống mà vẫn canh tác nông nghiệp như lạc, ngô, đỗ..
Để tạo môi trường làm việc và tạo môi trường che bóng thích hợp cho chè góp phần tăng năng suất, có thể trồng hông trên nương chè rải đều với mật độ 100 cây/ha. Phương thúc này giúp cho chè ra búp tốt hơn và không ảnh hưởng đến chất lượng chè, tăng khả năng phòng hộ của các đồi chè.
Trồng hông như cây phù trợ với mật độ 1.100 cây/ha, kết hợp 555 cây sao hoặc dầu. Mật độ chung 1.666 cây/ha (hàng 3m, cự ly cây 2m. Hai hàng hông 1 hàng sao hoặc dầu).
Kỹ thuật trồng Hông
Cây trồng đủ tiêu chuẩn quy định, không trồng cây quá lớn. Trước khi đem trồng phải tưới đủ ẩm cho bầu. Trồng cây vào những ngày mưa khi hố đủ ẩm. Khi trồng chú ý lèn chặt đất xung quanh bầu đến ngang cổ rễ phủ thêm một lớp đất xốp lên cao hơn cổ rễ 2 – 3 cm. Cần chú ý khi trồng không làm cong, gấp các rễ thò ra ngoài bầu và phải xé bỏ bầu polyetylen. 
Sau khi trồng 10 - 15 ngày tiến hành trồng dặm các cây chết.

## Chăm sóc và bảo vệ
Chăm sóc lần thứ nhất
Ba tháng sau khi trồng tiến hành chăm sóc lần thứ nhất. Xới nhẹ xung quanh gốc sâu 7 – 10 cm thành vòng tròng đường kính 90 – 100 cm. Nhặt hết cỏ rác, phát hết cành nhánh cây bụi xung quanh có ảnh hưởng đến cây trồng. Trong lần chăm sóc này bón thúc cho cây 50 - 100g NPK hoặc 30g urê. Xới nhẹ một vòng cách gốc 20 – 30 cm sâu 10 cm. Rải đều phân vào rãnh và lấp đất bằng đất mặt. Bón thúc vào những ngày râm mát, sau những ngày mưa đất ẩm.
Chăm sóc lần thứ hai
Cuối mùa mưa tiến hành chăm sóc lần thức hai (6 - 7 tháng sau khi trồng). Nội dung gồm xới vun gốc, cắt đứt các loại dây leo bám vào cây trồng, tỉa bớt các cành gần gốc để tạo đoạn thân dưới cành dài và thẳng.
Sang năm thứ 2, thứ 3 tùy theo tình hình phát triển của cây bụi cỏ dại tiến hành chăm sóc 2 - 3 lần. Nội dung chăm sóc như năm thứ nhất nhưng mở rộng phạm vi xới xáo thành vòng tròn đường kính 1 - 1,2 mét quanh hố.
Bảo vệ
Cây trồng cần bảo vệ tốt ngay những ngày đầu. Cây hông rất mềm dễ bị gãy nên tuyệt đối không để trâu bò vào khu vực trồng trong 1 - 2 năm đầu và ngăn chặn các hành vi vô ý thức của người như bẻ ngọn, phát cành nhanh.